# Saint-Cassin
Saint-Cassin é uma comuna francesa na região administrativa de Auvérnia-Ródano-Alpes, no departamento de Saboia. Estende-se por uma área de 14,79 km². Em 2010 a comuna tinha 870 habitantes (densidade: 58,8 hab./km²).